# Trachylepis tandrefana
Espèce
Synonymes
- Mabuya tandrefana Nussbaum, Raxworthy & Ramanamanjato, 1999

Statut de conservation UICN

 LC  : Préoccupation mineure
Trachylepis tandrefana est une espèce de sauriens de la famille des Scincidae.

## Répartition

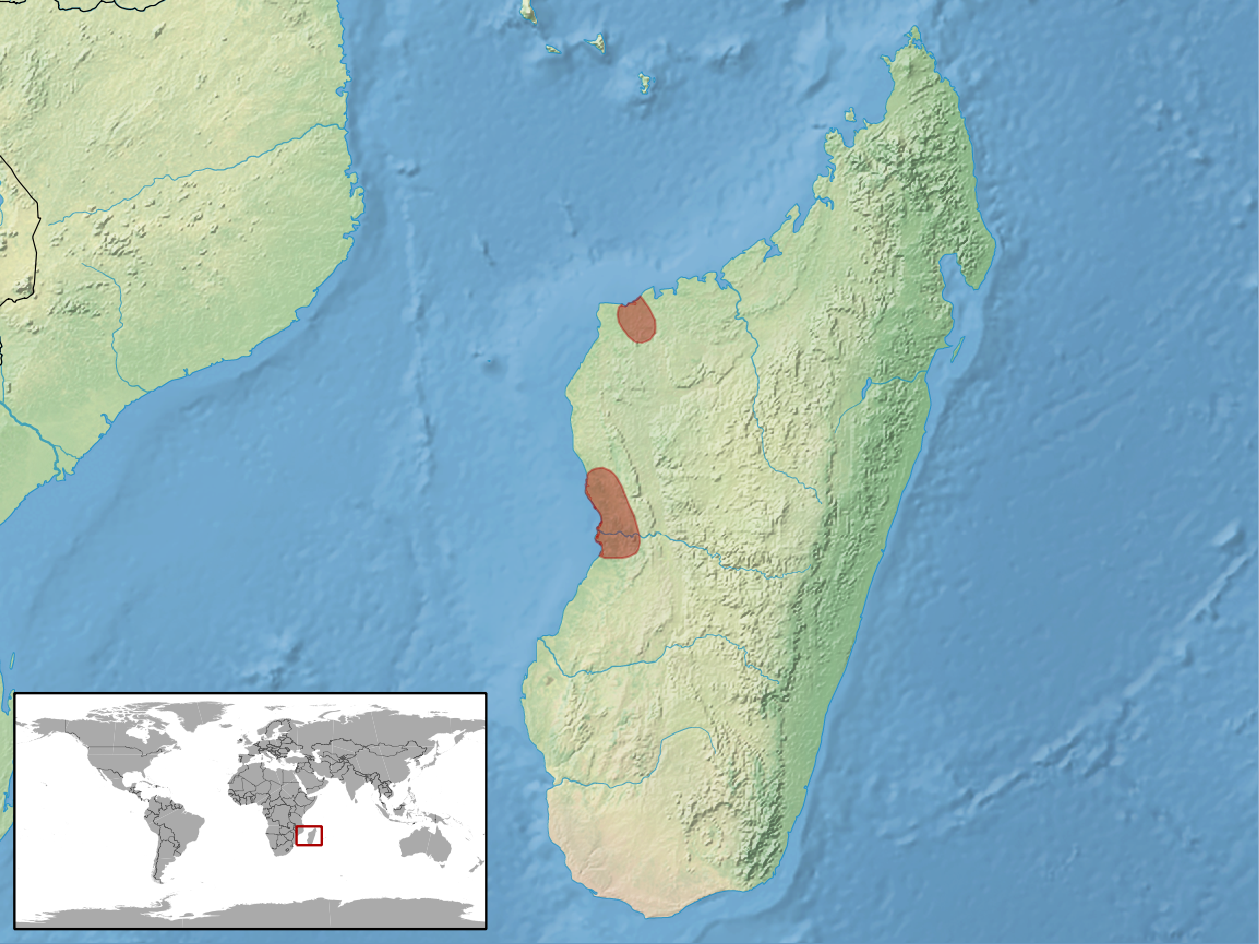
Répartition de l'espèce.

Cette espèce est endémique de Madagascar.

## Publication originale
- Nussbaum, Raxworthy & Ramanamanjato, 1999 : Additional species of Mabuya Fitzinger (Reptilia: Squamata: Scincidae) from Western Madagascar. Journal of Herpetology, vol. 33, no 2, p. 264-280.